# Megalopidae
Los sábalos o tarpones son el género Megalops, el único de la familia Megalopidae de peces, incluida en el orden Elopiformes, principalmente marinos, aunque remontan las aguas de los ríos, distribuidos por aguas tropicales y subtropicales.

## Morfología

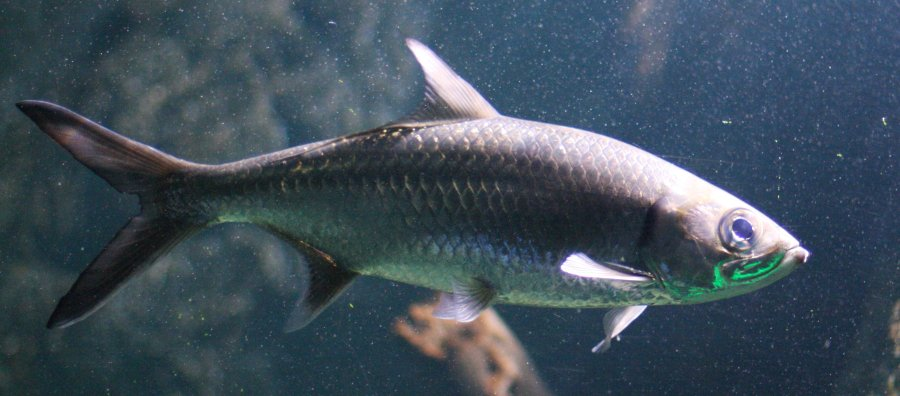
Tarpón Indo-Pacífico (Megalops cyprinoides).

Grandes peces plateados con el cuerpo fusiforme y comprimido, con unos 2,2 m de longitud máxima descrita; boca terminal, oblicua o superior, con la mandíbula inferior prominente, con placa ventral entre las dos branquias o por debajo de la mandíbula; tienen una única aleta dorsal, que no presenta espinas y que tiene de 13 a 21 radios el último filamentoso; las aletas pectorales se sitúan muy bajas; la aleta anal tiene de 22 a 29 radios.

## Hábitat y forma de vida
La vejiga natatoria la tienen situada contra el cráneo, pudiendo tolerar aguas muy pobres en oxígeno inhalando aire directamente en su vejiga natatoria que actúa así a modo de pulmón, característica que les es útil al remontar las aguas de los ríos.
Su gran tamaño los hace ser populares entre los pescadores deportivos.

## Especies
Existen sólo dos especies válidas en este género y familia:
- Familia :
  - Género Megalops:
    - Megalops atlanticus (Valenciennes, 1847) - Sábalo o tarpón atlántico.
    - Megalops cyprinoides (Broussonet, 1782) - Tarpón indopacífico.